# قائمة جسور إسبانيا

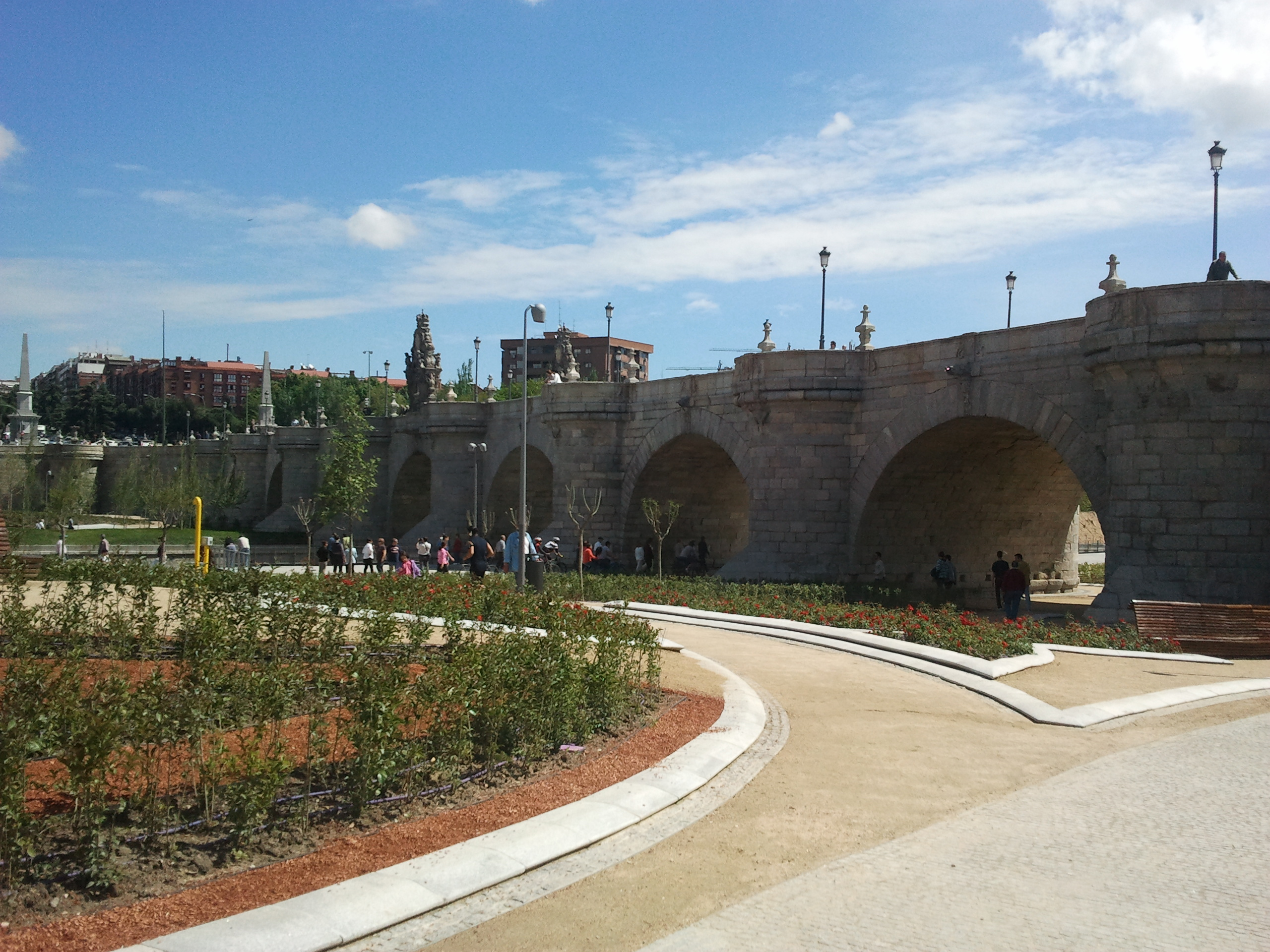
جسر طليطلة (مدريد)

الجسر أو القنطرة (ج القناطر) هو مُنشأ يُستخدم للعبور من مكان إلى آخر بينهما عائق.

## قائمة الجسور إسبانيا
تحتوي هذه القائمة على أسماء الجسور في إسبانيا.
- الجسر الجناح

- جسر الاميلو
- جسر القنطرة (إسبانيا)
- جسر طليطلة (مدريد)
- جسر فيسكايا

- قناة شقوبية